# لینوکس حالت کاربر

لینوکس حالت کاربر

لینوکس حالت کاربر (UML) چندین سیستم عامل مبتنی بر هسته لینوکس مجازی (مهمان) را فعالسازی می‌کند تا به عنوان یک برنامه کاربردی در یک سیستم لینوکس معمولی (میزبان) اجرا شوند. از آنجایی که هر مهمان فقط یک برنامه معمولی است که به عنوان یک فرایند در فضای کاربر اجرا می‌شود، این رویکرد راهی برای اجرای چندین ماشین لینوکس مجازی بر روی یک قطعه سخت‌افزاری به کاربر ارائه می‌دهد، و ایزوله می‌کند، به‌طور کلی بدون اینکه بر پیکربندی یا پایداری محیط میزبان تأثیر بگذارد.

## برنامه‌های کاربردی
با استفاده از لینوکس حالت کاربر موارد متعددی ممکن می‌شود. می‌توان خدمات شبکه را از یک محیط UML اجرا کرد و کاملاً از سیستم اصلی لینوکس که محیط UML در آن اجرا می‌شود جدا ماند. مدیران می‌توانند از UML برای راه‌اندازی هانی پات استفاده کنند، که به فرد اجازه می‌دهد امنیت رایانه یا شبکه خود را آزمایش کند. لینوکس حالت کاربر می‌تواند برای آزمایش و اشکال زدایی نرم‌افزارهای جدید بدون تأثیر منفی بر سیستم میزبان خدمت کند. UML همچنین می‌تواند برای آموزش و تحقیق مورد استفاده قرار گیرد و یک محیط واقعی شبکه لینوکس با درجه بالایی از ایمنی ارائه دهد.
در محیط‌های UML، نسخه‌های هسته میزبان و مهمان نیازی به تطابق ندارند، بنابراین آزمایش یک نسخه «بلیدینگ لبه» لینوکس در حالت کاربر بر روی سیستمی که هسته بسیار قدیمی‌تری دارد کاملاً ممکن است. لینوکس حالت کاربر همچنین اجازه می‌دهد تا اشکال زدایی هسته در یک ماشین انجام شود، در حالی که سایر ابزارهای اشکال زدایی هسته (مانند kgdb) به دو ماشین متصل به یک کابل مودم نال نیاز دارند.
برخی از ارائه دهندگان میزبانی وب سرورهای مجازی مبتنی بر لینوکس حالت کاربر را با قیمت کمتری نسبت به سرورهای اختصاصی واقعی ارائه می‌دهند. هر مشتری به سیستمی که به نظر می‌رسد سیستم خودش است دسترسی ریشه دارد، در حالی که در واقعیت یک کامپیوتر فیزیکی بین افراد زیادی به اشتراک گذاشته می‌شود.